# Gladstone (Verlag)
Gladstone (Gladstone Publishing) war ein US-amerikanischer Verlag, der von 1986 bis 1990 und von 1993 bis 1998 Disney-Comics veröffentlichte. Der Name des Verlages wurde von Gustav Gans, englisch Gladstone Gander, abgeleitet.

## Geschichte
Das Unternehmen hatte seinen Ursprung in einer Unterabteilung von Another Rainbow, einer Firma, die von Bruce Hamilton und Russ Cochran gegründet wurde, um die Carl Barks Library zu veröffentlichen und limitierte Auflagen der Ölbilder von Carl Barks als Lithografien herauszubringen.
Neuauflagen der älteren Donald-Duck-Geschichten von Carl Barks und Micky-Maus-Geschichten von Floyd Gottfredson waren die ersten Produkte des Verlags. Die jüngeren amerikanischen Disneyzeichner Keno Don Rosa, William Van Horn und Pat Block haben ihre Karriere bei Gladstone begonnen. Einige der Geschichten von Van Horn wurden von John Lustig geschrieben. Der Verlag war vor allem auf Sammler ausgerichtet, was daran zu erkennen ist, dass häufig Kommentare der Künstler oder andere Artikel mit abgedruckt wurden. Es wurden auch europäische Disney-Comics der Verlage Egmont, Oberon und Mondadori veröffentlicht. Diese beinhalteten auch Comics bekannter europäischer Zeichner wie Romano Scarpa, Marco Rota, Daan Jippes und Freddy Milton.

## Veröffentlichungen 1986 bis 1990
- Walt Disney's Comics and Stories
- Donald Duck
- Mickey Mouse
- Uncle Scrooge
- Uncle Scrooge Adventures
- Donald Duck Adventures
- Mickey and Donald
- DuckTales

## Veröffentlichungen 1993 bis 1998
- Walt Disney's Comics and Stories
- Donald and Mickey
- Uncle Scrooge
- Uncle Scrooge Adventures
- Donald Duck
- Donald Duck Adventures
- Donald Duck and Mickey Mouse
- Walt Disney Giant
- Walt Disney's Comics and Stories Penny Pincher
- Uncle Scrooge and Donald Duck
- The Adventurous Uncle Scrooge McDuck

Nachdem der Verlag ein zweites Mal aufgab, wurden nur die Serien Walt Disney's Comics and Stories und Uncle Scrooge nicht eingestellt.

## Softcover-Alben
Während der ersten Veröffentlichungszeit brachte Gladstone 28 Alben und sieben große Alben heraus, in denen fast alle Geschichten von Carl Barks und Floyd Gottfredson nochmals veröffentlicht wurden.
Als die Rechte für die alten Barksgeschichten 1998 ausliefen, wurde der Verlag geschlossen. 2003 erhielt der Verlag Gemstone die Rechte, um die Comics erneut in den USA zu veröffentlichen.